# Euryischia unfasciatipennis
Euryischia unfasciatipennis är en stekelart som beskrevs av Girault 1915. Euryischia unfasciatipennis ingår i släktet Euryischia och familjen växtlussteklar. Inga underarter finns listade i Catalogue of Life.